# Гнесичи (Новогрудский район)
Гнесичи (бел. Гне́січы) — деревня в Новогрудском районе Гродненской области Республики Беларусь. В составе Щорсовского сельсовета.
Рядом расположен Свято-Елисеевский Лавришевский мужской монастырь, одним из самых старинных в Беларуси.

## География
Расположена по левую сторону от р. Неман, монастырь — по правую сторону. Транспортные связи по автомобильной дороге с Новогрудком.

## История

### Древность
Результаты археологических обследований показывают, что первое поселение людей в этой местности существовало в первобытнообщинном времени, задолго до образования Гнесичей. По правую сторону от р. Неман найдена стоянка периода каменного и бронзового веков, относящаяся к 4-2 тыс. до н. э.

### Средневековье
В XII веке в Понеманье образовалось Новогрудское княжество, в него входила и местность, где расположены Гнесичи. В середине XIII века, когда для славян и балтов возникла угроза со стороны Ливонского ордена и монголо-татарского нашествия, это княжество стало частью земель, из которых сложилось новое централизованное государство — Великое Княжество Литовское, в дальнейшем оно объединило все княжества Беларуси и Литвы.
Согласно Галицко-Волынской летописи, около 1260 года сын первого великого князя ВКЛ Миндовга — Войшелк (великий князь Литовский в 1264-1267 гг.) — основал монастырь «на реке на Немане, между Литвой и Новогрудком, и там жил». Согласно церковному преданию, монастырь был основан в середине XIII века преподобным игуменом Елисеем.
По преданию, монастырь был основан на том же месте, где он находится сейчас. Но археологические обследования у Гнесичей следы старинного монастыря не обнаружили. Документальные сведения о местонахождении монастыря сохранились с XVI века, они свидетельствуют, что монастырь находился в д. Лавришево, рядом с Гнесичами. В результате археологических раскопок в Лавришево, которые вели Лавришевские археологические экспедиции, сделан вывод, что монастырь располагался там со времени основания (XIII в.). Лавришевский монастырь являлся одним из важнейших духовных центров белорусских земель со времени образования ВКЛ.
Гнесичи упоминаются в «Обмежевание спорных земель Лавришевского монастыря, которое исполнено наместником новогрудским Петром Монтигердовичем по приказу великого князя Витовта». (Оригинал документа не сохранился, в копии (1711 года) подана дата 15 июня 1398 года, однако историки считают её ошибочной из-за расхождения с другими сведениями в документе. Поэтому документ может быть датирован приблизительно: конец XIV — начало XV в., после 1392 года (начало Великого княжения Витовта). Исследователи полагают, что наиболее вероятный год составления документа — 1424 год: 
«А шъто монастырская пашня, поля и чашъчо и поросъли и ограничили есьмо монастырскую земълю по реку Боловячу, липу Лопату и по дорогу мимо Сенъну, а по заднюю Стругу по Русечъ, а по дорогу, што од Гнесичъ лежитъ у Самойловичъ островъ, у тое бы все монастыръское князя великого людемъ не надобе усътупатисе.» (Старобелор.)Обмежевание спорных земель Лавришевского монастыря

### Новое время
С 1 июля 1569 года местность в результате объединения ВКЛ с Польским Королевством — в образованной Речи Посполитой.
С 1795 года, в результате III раздела Речи Посполитой — в Российской империи.
В 1836 году монастырь в Лавришево был закрыт, а в 1913—1915 гг. и затем в 2007 г. восстановлен у Гнесичей.

### Настоящее время
С 25 марта 1918 года деревня — в провозглашенной БНР.
С 1 января 1919 года — в ССРБ, с 27 февраля 1919 года — в ЛБССР. После советско-польской войны по Рижскому мирному договору 1921 года — в Польше, в Негневичской гмине Новогрудского уезда.
С 1939 года в БССР, с 1940 года в Лавришевском сельсовете Любчанского, с 1956 года — Новогрудского районов. С 1959 года в Щорсовском сельсовете. В составе колхоза «Звязда» имени 50-летия СССР.
Работали также начальная школа, магазин.

## Население

### Численность
- 2009 год — 137 жителей

### Динамика
- 1999 год — 208 жителей (перепись населения)
- 2008 год — 86 дворов, 140 жителей
- 2009 год — 137 жителей (перепись населения

## Инфраструктура
- Магазин товаров «Родны кут».
- Гостиницы «Гасціны двор» и «Манастырская сядзіба» Свято-Елисеевского Лавришевского мужского монастыря.

## Транспорт
Автобусные остановочные пункты.

## Достопримечательность
- Стоянка периода каменного и бронзового веков, 4-е — 2-е тыс. до н. э. —  Историко-культурная ценность Республики Беларусь, шифр 413В000447. В 200 м от правового берега р. Неман, в лесу около монастыря.
- Памятник Св. Елисею Лавришевскому (1996), во дворе монастыря.
- Братская могила воинов, погибших в период Первой мировой войны — по правый бок от р. Неман, в лесу около монастыря.

## Известные лица
- Болеслав Иосифович Мацкевич (1928—2014) — учёный-медик в области детской хирургии, доктор медицинских наук, профессор[6].